# Liste der Einträge im National Register of Historic Places im Delaware County (Iowa)

Lage des Delaware County in Iowa

Die Liste der Einträge im National Register of Historic Places im Delaware County in Iowa führt die Bauwerke und historischen Stätten im Delaware County auf, die in das National Register of Historic Places aufgenommen wurden.

## Legende
| NRHP | Historic Place    |
| HD   | Historic District |

| [ 2 ] | Name                                                            | Bild                                           | Eintragsdatum        | Lage                                                                    | Ort                          | Beschreibung                                                   |
| ----- | --------------------------------------------------------------- | ---------------------------------------------- | -------------------- | ----------------------------------------------------------------------- | ---------------------------- | -------------------------------------------------------------- |
| 1     | Backbone State Park Historic District                           |                                                | 1991 ID-Nr. 91001842 | Kreuzung der County Roads C57 und W69 42° 36′ 50″ N, 91° 33′ 13″ W      | Südlich von Strawberry Point |                                                                |
| 2     | Backbone State Park, Cabin-Bathing Area (Area A)                |                                                | 1990 ID-Nr. 90001681 | Kreuzung der County Roads C54 und W69 42° 36′ 20″ N, 91° 32′ 21″ W      | Dundee                       |                                                                |
| 3     | Backbone State Park, Picnicking, Hiking & Camping Area (Area B) |                                                | 1990 ID-Nr. 90001682 | Kreuzung der County Roads C54 und W69 42° 36′ 55″ N, 91° 33′ 42″ W      | Dundee                       |                                                                |
| 4     | Backbone State Park, Richmond Springs (Area C)                  | Backbone State Park, Richmond Springs (Area C) | 1990 ID-Nr. 90001683 | Kreuzung der County Roads C54 und W69 42° 38′ 15″ N, 91° 33′ 26″ W      | Dundee                       |                                                                |
| 5     | Bay Settlement Church and Monument                              | Bay Settlement Church and Monument             | 1977 ID-Nr. 77000506 | Südwestlich von Delhi 42° 23′ 32″ N, 91° 22′ 37″ W                      | Delhi                        |                                                                |
| 6     | Coffin’s Grove Stagecoach House                                 |                                                | 1975 ID-Nr. 75000681 | Rund fünf Kilometer westlich von Manchester 42° 30′ 1″ N, 91° 32′ 31″ W | Manchester                   |                                                                |
| 7     | Delaware County Courthouse                                      | Delaware County Courthouse                     | 1981 ID-Nr. 81000234 | Main Street 42° 29′ 2″ N, 91° 26′ 34″ W                                 | Manchester                   |                                                                |
| 8     | J.J. Hoag House                                                 | J.J. Hoag House                                | 1976 ID-Nr. 76000760 | 120 East Union Street 42° 29′ 14″ N, 91° 27′ 30″ W                      | Manchester                   |                                                                |
| 9     | Robert Kirkpatrick Round Barn                                   | Robert Kirkpatrick Round Barn                  | 2005 ID-Nr. 05000252 | 3342-120th Avenue 42° 17′ 55″ N, 91° 33′ 29″ W                          | Nordwestlich von Coggon      |                                                                |
| 10    | Lincoln Elementary School                                       | Lincoln Elementary School                      | 2002 ID-Nr. 02001243 | 401 Lincoln Street 42° 28′ 40″ N, 91° 27′ 45″ W                         | Manchester                   |                                                                |
| 11    | Manchester Public Library                                       |                                                | 1963 ID-Nr. 83004749 | 309 North Franklin Street 41° 25′ 28″ N, 91° 2′ 52,2″ W                 | Manchester                   |                                                                |
| 12    | McGee School                                                    | McGee School                                   | 1999 ID-Nr. 99001251 | 197th Avenue Ecke 145th Avenue 42° 30′ 7″ N, 91° 31′ 6″ W               | Manchester                   |                                                                |
| 13    | Historic Lenox College                                          | Historic Lenox College                         | 1974 ID-Nr. 74000781 | College Street 42° 20′ 55″ N, 91° 14′ 39″ W                             | Hopkinton                    | Seit 2011 als Teil des Delaware County, Iowa Historical Museum |
| 14    | Saints Peter and Paul Church                                    | weitere Bilder                                 | 1995 ID-Nr. 94001589 | Kreuzung von C64 und X47 42° 33′ 18″ N, 91° 12′ 51″ W                   | Petersburg                   |                                                                |
| 15    | Spring Branch Butter Factory Site                               |                                                | 1974 ID-Nr. 74000782 | Adresse nicht veröffentlicht                                            | Manchester                   |                                                                |
| 16    | Ruth Suckow House                                               | Ruth Suckow House                              | 1977 ID-Nr. 77000507 | South Radcliffe Street Ecke 5th Street 42° 28′ 54″ N, 91° 16′ 7″ W      | Earlville                    |                                                                |